# Polen-Rundfahrt 1966
Das Etappenrennen Polen-Rundfahrt 1966 führte vom 20. bis 30. September über zehn Etappen. Gesamtsieger wurde Józef Gawliczek. Es war die 23. Austragung der Polen-Rundfahrt.

## Teilnehmer
Am Start standen Radrennfahrer in Nationalteams aus vier Ländern (DDR, Schottland, Jugoslawien und Polen) mit je sechs Fahrern, sowie 16 Vereinsmannschaften aus dem Gastgeberland. Allein die Sportvereinigung LZS brachte fünf Mannschaften an den Start.

## Rennen
Veranstalter war der polnische Radsportverband (PZKol). Die Gesamtdistanz betrug 1.272 Kilometer, wobei es keinen Ruhetag gab. Neben der Einzelwertung gab es eine Mannschaftswertung und eine Punktewertung für den besten Sprinter.

### Etappen
Die Rundfahrt führte über insgesamt zehn Etappen mit einem Einzelzeitfahren, einem Mannschaftszeitfahren und einem Bergzeitfahren.
1. Etappe Warschau–Lublin 180 km: Sieger Henryk Woźniak, Polen
2. Etappe Mannschaftszeitfahren in Lublin 82 km: Sieger: Legia Warschau I
3. Etappe Zamosch–Rzeszów 180 km Sieger Stanisław Demel, Polen
4. Etappe Rzesnow–Nowy Sącz 162 km: Sieger Wojciech Otrębski, Polen
5. Etappe Novy Sacz Bergzeitfahren 29 km: Sieger Jan Magiera, Polen
6. Etappe Krynica-Zdrój–Sucha Beskidzka 13 km: Sieger Józef Beker, Polen
7. Etappe Sucha Beskidzka–Oświęcim 170 km: Sieger Emil Szpitalny, Polen
8. Etappe Oswiecin–Częstochowa 178 km: Sieger Norbert Siwczyk, Polen
9. Etappe Czestochowa Einzelzeitfahren 43 km: Sieger Henryk Wozniak, Polen
10. Etappe Lublin–Opole 120 km: Sieger Zygmunt Hanusik, Polen

## Gesamtwertungen

### Einzel (Gelbes Trikot)
Józef Gawliczek gewann die Rundfahrt, ohne selbst einen Etappensieg errungen zu haben.
| Platz | Name             | Mannschaft | Zeit       |
| ----- | ---------------- | ---------- | ---------- |
| 1.    | Józef Gawliczek  | Polen      | 28:24:07 h |
| 2.    | Jan Magiera      | Polen      | + 5:45 min |
| 3.    | Tadeusz Zadrożny | Polen      | + 5:49 min |
| 4.    | Zygmunt Hanusik  | Polen      | + 6:29 min |
| 5.    | Jan Kudra        | Polen      | + 7:42 min |
| 6.    | Józef Beker      | Polen      | + 7:48 min |

Bester ausländischer Fahrer wurde Bernd Patzig aus der DDR als 14. der Gesamtwertung. Hans-Dieter Taufmann wurde 17., Günther Maleska 22., Steffen Dienewald 26. und Gerd Steiner 29. der Gesamtwertung.

### Mannschaftswertung
Die Mannschaftswertung gewann das Team LZS II.

### Punktewertung
Sieger der Punktewertung wurde Bernd Patzig.